# Poiana Stampei, Suceava
Poiana Stampei (germană Pojana Stampi) este satul de reședință al comunei cu același nume din județul Suceava, Bucovina, România.

## Vezi și
- Biserica de lemn din Poiana Stampei